# Colubraria albometulaformis
Colubraria albometulaformis is een slakkensoort uit de familie van de Colubrariidae. De wetenschappelijke naam van de soort is voor het eerst geldig gepubliceerd in 2007 door Dekkers.